# Copestylum brazilianum
Copestylum brazilianum är en tvåvingeart som först beskrevs av Hull 1938.  Copestylum brazilianum ingår i släktet Copestylum och familjen blomflugor. Inga underarter finns listade i Catalogue of Life.